# Achaetica vorobjevi
Achaetica vorobjevi är en insektsart som beskrevs av Dlabola 1965. Achaetica vorobjevi ingår i släktet Achaetica och familjen dvärgstritar. Inga underarter finns listade i Catalogue of Life.